# Bóng đá tại Đại hội Thể thao châu Á 2022 – Nữ
Bóng đá nữ tại Đại hội Thể thao châu Á 2022 được diễn ra từ ngày 21 tháng 9 đến ngày 6 tháng 10 năm 2023 tại Hàng Châu, Trung Quốc.
Đội tuyển nữ Nhật Bản đã bảo vệ thành công tấm huy chương vàng sau khi đánh bại đội tuyển nữ Triều Tiên trong trận chung kết.

## Chương trình thi đấu
Dưới đây là lịch thi đấu cho môn bóng đá nữ.
| G | Vòng bảng | ¼ | Tứ kết | ½ | Bán kết | B | Tranh huy chương đồng | F | Chung kết |

| NgàySự kiện | T3 19 | T4 20 | T5 21 | T6 22 | T7 23 | CN 24 | T2 25 | T3 26 | T4 27 | T5 28 | T6 29 | T7 30 | CN 1 | T2 2 | T3 3 | T4 4 | T5 5 | T6 6 | T6 6 | T7 7 | T7 7 |
| ----------- | ----- | ----- | ----- | ----- | ----- | ----- | ----- | ----- | ----- | ----- | ----- | ----- | ---- | ---- | ---- | ---- | ---- | ---- | ---- | ---- | ---- |
| Nữ          |       |       | G     | G     |       | G     | G     |       | G     | G     |       | ¼     |      |      | ½    |      |      | B    | F    |      |      |

## Địa điểm
| Sân vận động Trung Tâm Thể Thao Rồng Vàng                                                           | Sân vận động Trung tâm thể thao Thượng Thành | Sân vận động Trung tâm Thể thao Lâm Bình | Sân vận động Trung tâm Thể thao Olympic Ôn Châu | Sân vận động Ôn Châu |
| Sức chứa: 51,000                                                                                    | Sức chứa: 13,544                             | Sức chứa: 12,000                         | Sức chứa: 50,000                                | Sức chứa: 18,000     |
| |                                              |                                          |                                                 |                      |
| Bản đồ ở Chiết Giang với các địa điểm tổ chức Đại hội Thể thao bóng đá châu Á 2022.Hàng ChâuÔn Châu |                                              |                                          |                                                 |                      |

## Hạt giống
Lễ bốc thăm của giải đấu được tổ chức vào ngày 27 tháng 7 năm 2023. Các đội được xếp hạt giống vào 4 nhóm dựa trên thành tích của họ tại Đại hội thể thao châu Á trước đó vào năm 2018. Chủ nhà Trung Quốc nghiễm nhiên được xếp vào vị trí A1.
| Nhóm 1 (Hạt giống 1 đến 5)                                                                | Nhóm 2 (Hạt giống 6 đến 8, cộng 2 đội không hạt giống)          | Nhóm 3 (Không hạt giống)                                                                    |
| ----------------------------------------------------------------------------------------- | --------------------------------------------------------------- | ------------------------------------------------------------------------------------------- |
| 1. Trung Quốc (chủ nhà) 2. Nhật Bản 3. Hàn Quốc 4. Đài Bắc Trung Hoa 5. CHDCND Triều Tiên | 1. Việt Nam 2. Thái Lan 3. Hồng Kông 4. Uzbekistan 5. Singapore | 1. Bangladesh 2. Campuchia (rút lui) 3. Ấn Độ 4. Mông Cổ 5. Myanmar 6. Nepal 7. Philippines |

## Vòng bảng
Tất cả các trận đấu được liệt kê theo giờ địa phương (UTC+8).

### Bảng A
| VT | Đội            | ST | T | H | B | BT | BB | HS  | Đ | Giành quyền tham dự           |
| -- | -------------- | -- | - | - | - | -- | -- | --- | - | ----------------------------- |
| 1  | Trung Quốc (H) | 2  | 2 | 0 | 0 | 22 | 0  | +22 | 6 | Tứ kết                        |
| 2  | Uzbekistan     | 2  | 1 | 0 | 1 | 6  | 6  | 0   | 3 | Có thể giành quyền vào Tứ kết |
| 3  | Mông Cổ        | 2  | 0 | 0 | 2 | 0  | 22 | −22 | 0 |                               |

| Trung Quốc | 16–0     | Mông Cổ |
| --- | -------- | ------- |
| - Vương Sương 2', 19', 26', 37', 59' - Vương San San 8', 31' - Lưu Diễm Thu 24' - Dương Lê Na 39' - Diêm Cẩm Cẩm 50', 84' - Ô Nhật Cổ Mộc Lạp 57', 86' - Âu Ý Nghiêu 73' - Trương Hinh 76', 90+2' | Chi tiết |         |

| Mông Cổ | 0–6      | Uzbekistan                                                                                    |
| ------- | -------- | --------------------------------------------------------------------------------------------- |
|         | Chi tiết | - Norboeva 36' - Tojiddinova 45+2' - Shoyimova 58' - Khabibullaeva 78', 90+5' - Kudratova 84' |

| Uzbekistan | 0–6      | Trung Quốc                                                                                        |
| ---------- | -------- | ------------------------------------------------------------------------------------------------- |
|            | Chi tiết | - Vương San San 33', 50' - Thẩm Mộng Vũ 52' - Trần Xảo Châu 56' - Diêm Cẩm Cẩm 78' (ph.đ.), 90+4' |

### Bảng B
| VT | Đội               | ST | T | H | B | BT | BB | HS | Đ | Giành quyền tham dự           |
| -- | ----------------- | -- | - | - | - | -- | -- | -- | - | ----------------------------- |
| 1  | Đài Bắc Trung Hoa | 2  | 2 | 0 | 0 | 3  | 1  | +2 | 6 | Tứ kết                        |
| 2  | Thái Lan          | 2  | 1 | 0 | 1 | 1  | 1  | 0  | 3 | Có thể giành quyền vào Tứ kết |
| 3  | Ấn Độ             | 2  | 0 | 0 | 2 | 1  | 3  | −2 | 0 |                               |

| Đài Bắc Trung Hoa                   | 2–1      | Ấn Độ        |
| ----------------------------------- | -------- | ------------ |
| - Lại Lệ Cầm 68' - Tô Dục Huyên 84' | Chi tiết | - Tamang 46' |

| Ấn Độ | 0–1      | Thái Lan       |
| ----- | -------- | -------------- |
|       | Chi tiết | - Parichat 51' |

| Thái Lan | 0–1      | Đài Bắc Trung Hoa        |
| -------- | -------- | ------------------------ |
|          | Chi tiết | - Phornphirun 36' (l.n.) |

### Bảng C
| VT | Đội               | ST | T | H | B | BT | BB | HS  | Đ | Giành quyền tham dự |
| -- | ----------------- | -- | - | - | - | -- | -- | --- | - | ------------------- |
| 1  | CHDCND Triều Tiên | 2  | 2 | 0 | 0 | 17 | 0  | +17 | 6 | Tứ kết              |
| 2  | Singapore         | 2  | 0 | 0 | 2 | 0  | 17 | −17 | 0 |                     |
| 3  | Campuchia         | 0  | 0 | 0 | 0 | 0  | 0  | 0   | 0 | Rút lui             |

1. ↑  Campuchia rút lui khỏi giải vào ngày 15 tháng 9 năm 2023.[2]

| CHDCND Triều Tiên                                                                                         | 7–0      | Singapore |
| --- | -------- | --------- |
| - Song-ok 11' - Kum-hyang 14' - Yu-jong 51' - Hyo-sim 54' - Ri Hak 58' - Kyong-yong 62' - Hyang-sim 90+3' | Chi tiết |           |

| Singapore | 0–10     | CHDCND Triều Tiên                                                                                               |
| --------- | -------- | --- |
|           | Chi tiết | - Kyong-yong 3', 19' (pen), 36', 45+1', 90+7' - Myong-song 15', 60' - Myong-gum 17' - Yu-jong 42' - Song-ae 71' |

### Bảng D
| VT | Đội        | ST | T | H | B | BT | BB | HS  | Đ | Giành quyền tham dự |
| -- | ---------- | -- | - | - | - | -- | -- | --- | - | ------------------- |
| 1  | Nhật Bản   | 3  | 3 | 0 | 0 | 23 | 0  | +23 | 9 | Tứ kết              |
| 2  | Việt Nam   | 3  | 2 | 0 | 1 | 8  | 8  | 0   | 6 |                     |
| 3  | Nepal      | 3  | 0 | 1 | 2 | 1  | 11 | −10 | 1 |                     |
| 4  | Bangladesh | 3  | 0 | 1 | 2 | 2  | 15 | −13 | 1 |                     |

| Việt Nam                                      | 2–0      | Nepal |
| --------------------------------------------- | -------- | ----- |
| - Phạm Hải Yến 53' - Nguyễn Thị Bích Thùy 64' | Chi tiết |       |

| Nhật Bản                                                                                  | 8–0      | Bangladesh |
| ----------------------------------------------------------------------------------------- | -------- | ---------- |
| - Chiba 7', 29' - Tanikawa 8', 77' - Shiokoshi 45+1' - Hijikata 47' - Sakakibara 56', 82' | Chi tiết |            |

| Bangladesh   | 1–6      | Việt Nam |
| ------------ | -------- | --- |
| - Parvin 87' | Chi tiết | - Phạm Hải Yến 5' - Nguyễn Thị Thúy Hằng 34' - Trần Thị Duyên 65' - Nguyễn Thị Bích Thùy 71', 80' - Thái Thị Thảo 78' |

| Nepal | 0–8      | Nhật Bản                                                                                                   |
| ----- | -------- | --- |
|       | Chi tiết | - Shiokoshi 3' - Yamamoto 14' - Ueno 27' - Wakisaka 30' - Osawa 36', 75' - Sakakibara 59' - Hijikata 90+7' |

| Nhật Bản                                                                        | 7–0      | Việt Nam |
| ------------------------------------------------------------------------------- | -------- | -------- |
| - Shiokoshi 19', 24' - Chiba 51', 77' - Wakisaka 55' (ph.đ.) - Osawa 69', 90+2' | Chi tiết |          |

| Nepal        | 1–1      | Bangladesh      |
| ------------ | -------- | --------------- |
| - Poudel 83' | Chi tiết | - S. Khatun 11' |

### Bảng E
| VT | Đội         | ST | T | H | B | BT | BB | HS  | Đ | Giành quyền tham dự           |
| -- | ----------- | -- | - | - | - | -- | -- | --- | - | ----------------------------- |
| 1  | Hàn Quốc    | 3  | 3 | 0 | 0 | 13 | 1  | +12 | 9 | Tứ kết                        |
| 2  | Philippines | 3  | 2 | 0 | 1 | 7  | 6  | +1  | 6 | Có thể giành quyền vào Tứ kết |
| 3  | Myanmar     | 3  | 1 | 0 | 2 | 1  | 6  | −5  | 3 |                               |
| 4  | Hồng Kông   | 3  | 0 | 0 | 3 | 1  | 9  | −8  | 0 |                               |

| Hồng Kông          | 1–3      | Philippines                                       |
| ------------------ | -------- | ------------------------------------------------- |
| - Trương Vĩ Kỳ 38' | Chi tiết | - Bolden 8' (ph.đ.) - Quezada 89' - Guillou 90+1' |

| Hàn Quốc                                  | 3–0      | Myanmar |
| ----------------------------------------- | -------- | ------- |
| - Eun-young 24' - So-yun 59' - Eun-ha 68' | Chi tiết |         |

| Myanmar    | 1–0      | Hồng Kông |
| ---------- | -------- | --------- |
| - Khin 69' | Chi tiết |           |

| Philippines | 1–5      | Hàn Quốc                                                   |
| ----------- | -------- | ---------------------------------------------------------- |
| - Bolden 8' | Chi tiết | - Ga-ram 12' - Hwa-yeon 44', 56', 70' - So-yun 52' (ph.đ.) |

| Hàn Quốc                                                      | 5–0      | Hồng Kông |
| ------------------------------------------------------------- | -------- | --------- |
| - Mi-ra 29', 45+1' - Eun-ju 47', 70' - Hồ Thái Dao 52' (l.n.) | Chi tiết |           |

| Philippines                              | 3–0      | Myanmar |
| ---------------------------------------- | -------- | ------- |
| - Bolden 19' (ph.đ.) - Eggesvik 60', 61' | Chi tiết |         |

### Xếp hạng các đội nhì bảng đấu
| VT | Đội         | ST | T | H | B | BT | BB | HS | Đ | Giành quyền tham dự |
| -- | ----------- | -- | - | - | - | -- | -- | -- | - | ------------------- |
| 1  | Uzbekistan  | 2  | 1 | 0 | 1 | 6  | 6  | 0  | 3 | Tứ kết              |
| 2  | Thái Lan    | 2  | 1 | 0 | 1 | 1  | 1  | 0  | 3 | Tứ kết              |
| 3  | Philippines | 2  | 1 | 0 | 1 | 4  | 5  | −1 | 3 | Tứ kết              |
| 4  | Việt Nam    | 2  | 1 | 0 | 1 | 2  | 7  | −5 | 3 |                     |

## Vòng loại trực tiếp

### Sơ đồ
|  | Tứ kết                                    | Tứ kết                                 |                                           |   | Bán kết               | Bán kết               |  |  | Tranh huy chương vàng | Tranh huy chương vàng |
|  |                                           |                                        |                                           |   |                       |                       |  |  |                       |                       |
|  | 30 tháng 9 – Sân vận động Lâm Bình        |                                        |                                           |   |                       |                       |  |  |                       |                       |
|  |                                           |                                        |                                           |   |                       |                       |  |  |                       |                       |
|  | Trung Quốc                                | 4                                      |                                           |   |                       |                       |  |  |                       |                       |
|  | Trung Quốc                                | 4                                      | 3 tháng 10 – Sân vận động Lâm Bình        |   |                       |                       |  |  |                       |                       |
|  | Thái Lan                                  | 0                                      |                                           |   |                       |                       |  |  |                       |                       |
|  | Thái Lan                                  | 0                                      | Trung Quốc                                | 3 |                       |                       |  |  |                       |                       |
|  | 30 tháng 9 – Trung tâm thể thao Ôn Châu   |                                        | Trung Quốc                                | 3 |                       |                       |  |  |                       |                       |
|  |                                           | Nhật Bản                               | 4                                         |   |                       |                       |  |  |                       |                       |
|  | Nhật Bản                                  | Nhật Bản                               | 4                                         | 8 |                       |                       |  |  |                       |                       |
|  | Nhật Bản                                  |                                        | 6 tháng 10 – Sân vận động TTTT Hoàng Long | 8 |                       |                       |  |  |                       |                       |
|  | Philippines                               | 1                                      |                                           |   |                       |                       |  |  |                       |                       |
|  | Philippines                               | 1                                      | Nhật Bản                                  | 4 |                       |                       |  |  |                       |                       |
|  | 30 tháng 9 – Sân vận động Lâm Bình        |                                        | Nhật Bản                                  | 4 |                       |                       |  |  |                       |                       |
|  |                                           | CHDCND Triều Tiên                      | 1                                         |   |                       |                       |  |  |                       |                       |
|  | Đài Bắc Trung Hoa                         | CHDCND Triều Tiên                      | 1                                         | 1 |                       |                       |  |  |                       |                       |
|  | Đài Bắc Trung Hoa                         | 3 tháng 10 – Sân vận động Thượng Thành |                                           | 1 |                       |                       |  |  |                       |                       |
|  | Uzbekistan (s.h.p.)                       | 2                                      |                                           |   |                       |                       |  |  |                       |                       |
|  | Uzbekistan (s.h.p.)                       | 2                                      | Uzbekistan                                | 0 |                       |                       |  |  |                       |                       |
|  | 30 tháng 9 – Sân vận động Olympic Ôn Châu |                                        | Uzbekistan                                | 0 |                       |                       |  |  |                       |                       |
|  |                                           | CHDCND Triều Tiên                      | 8                                         |   | Tranh huy chương đồng | Tranh huy chương đồng |  |  |                       |                       |
|  | Hàn Quốc                                  | CHDCND Triều Tiên                      | 8                                         | 1 | Tranh huy chương đồng | Tranh huy chương đồng |  |  |                       |                       |
|  | Hàn Quốc                                  |                                        | 6 tháng 10 – Sân vận động TTTT Hoàng Long | 1 |                       |                       |  |  |                       |                       |
|  | CHDCND Triều Tiên                         | 4                                      |                                           |   |                       |                       |  |  |                       |                       |
|  | CHDCND Triều Tiên                         | 4                                      | Trung Quốc                                | 7 |                       |                       |  |  |                       |                       |
|  |                                           |                                        |                                           |   |                       |                       |  |  |                       |                       |
|  | Uzbekistan                                | 0                                      |                                           |   |                       |                       |  |  |                       |                       |
|  | Uzbekistan                                | 0                                      |                                           |   |                       |                       |  |  |                       |                       |

### Tứ kết
| Đài Bắc Trung Hoa  | 1–2 (s.h.p.) | Uzbekistan                         |
| ------------------ | ------------ | ---------------------------------- |
| - Tô Dục Huyên 86' | Chi tiết     | - Khabibullaeva 52' - Zoirova 101' |

| Hàn Quốc               | 1–4      | CHDCND Triều Tiên                                             |
| ---------------------- | -------- | ------------------------------------------------------------- |
| - Hye-gyong 11' (l.n.) | Chi tiết | - Ri Hak 19', 90' - Myong-song 81' - Kyong-yong 90+4' (ph.đ.) |

| Nhật Bản                                                                          | 8–1      | Philippines  |
| --------------------------------------------------------------------------------- | -------- | ------------ |
| - Tanikawa 39' (ph.đ.) - Osawa 58', 90+4' - Chiba 65' - Ueno 75', 78', 81', 90+1' | Chi tiết | - Bolden 68' |

| Trung Quốc                                                  | 4–0      | Thái Lan |
| ----------------------------------------------------------- | -------- | -------- |
| - Vương San San 3' - Vương Sương 41', 51' - Dương Lê Na 81' | Chi tiết |          |

### Bán kết
| Uzbekistan | 0–8      | CHDCND Triều Tiên                                                                                     |
| ---------- | -------- | --- |
|            | Chi tiết | - Song-ok 9' - Kyong-yong 18' (ph.đ.), 46', 63', 83' - Myong-song 45+2' - Ri Hak 50' - Hye-yong 90+1' |

| Trung Quốc                                                 | 3–4      | Nhật Bản                                              |
| ---------------------------------------------------------- | -------- | ----------------------------------------------------- |
| - Uông Lâm Lâm 20' - Trương Lâm Diễm 55' - Dương Lê Na 60' | Chi tiết | - Nakashima 12' - Tanikawa 31' - Chiba 35' - Koga 43' |

### Tranh huy chương đồng
| Trung Quốc | 7–0      | Uzbekistan |
| --- | -------- | ---------- |
| - Âu Ý Nghiêu 1' - Trần Xảo Châu 26', 62' - Vương San San 45' - Ô Nhật Cổ Mộc Lạp 59' - Cổ Nhã Sa 65' - Diêu Vĩ 67' | Chi tiết |            |

### Tranh huy chương vàng
| Nhật Bản                                               | 4–1      | CHDCND Triều Tiên |
| ------------------------------------------------------ | -------- | ----------------- |
| - Nakashima 10' - Osawa 66' - Tanikawa 69' - Chiba 72' | Chi tiết | - Kyong-yong 38'  |

## Thống kê

### Cầu thủ ghi bàn
Đã có 154 bàn thắng ghi được trong 28 trận đấu, trung bình 5.5 bàn thắng mỗi trận đấu.
12 bàn thắng
- Kim Kyong-yong

7 bàn thắng
- Vương Sương
- Haruka Osawa
- Remina Chiba

6 bàn thắng
- Vương San San

5 bàn thắng
- Mami Ueno
- Momoko Tanikawa

4 bàn thắng
- Diêm Cẩm Cẩm
- Yuzuho Shiokoshi
- An Myong-song
- Ri Hak
- Sarina Bolden

3 bàn thắng
- Dương Lê Na
- Ô Nhật Cổ Mộc Lạp
- Trần Xảo Châu
- Kotono Sakakibara
- Son Hwa-yeon
- Diyorakhon Khabibullaeva
- Nguyễn Thị Bích Thùy

2 bàn thắng
- Âu Ý Nghiêu
- Trương Hinh
- Maya Hijikata
- Reina Wakisaka
- Yoshino Nakashima
- Ji So-yun
- Moon Mi-ra
- Mun Eun-ju
- Sara Eggesvik
- Hong Song-ok
- Myong Yu-jong
- Tô Dục Huyên
- Phạm Hải Yến

1 bàn thắng
- Marsura Parvin
- Sabina Khatun
- Cổ Nhã Sa
- Diêu Vĩ
- Lưu Diễm Thu
- Thẩm Mộng Vũ
- Trương Lâm Diễm
- Uông Lâm Lâm
- Trương Vĩ Kỳ
- Anju Tamang
- Toko Koga
- Yuzuki Yamamoto
- Chun Ga-ram
- Jeon Eun-ha
- Lee Eun-young
- Myat Noe Khin
- Rekha Poudel
- Katrina Guillou
- Quinley Quezada
- Ju Hyo-sim
- Kim Hye-yong
- Pong Song-ae
- Ri Kum-hyang
- Ri Myong-gum
- Sung Hyang-sim
- Parichat Thongrong
- Lại Lệ Cầm
- Aziza Norboeva
- Maftuna Shoyimova
- Nilufar Kudratova
- Shokhida Tojiddinova
- Umida Zoirova
- Nguyễn Thị Thúy Hằng
- Thái Thị Thảo
- Trần Thị Duyên

1 bàn phản lưới nhà
- Hồ Thái Dao (trong trận gặp Hàn Quốc)
- Ri Hye-gyong (trong trận gặp Hàn Quốc)
- Phornphirun Philawan (trong trận gặp Đài Bắc Trung Hoa)

### Bảng xếp hạng
| Hạng                | Đội               | Trận | Thắng | Hòa | Thua | BT | BB | HS  | Điểm |
| ------------------- | ----------------- | ---- | ----- | --- | ---- | -- | -- | --- | ---- |
| 1                   | Nhật Bản          | 6    | 6     | 0   | 0    | 39 | 5  | +34 | 18   |
| 2                   | CHDCND Triều Tiên | 5    | 4     | 0   | 1    | 30 | 5  | +25 | 12   |
| 3                   | Trung Quốc        | 5    | 4     | 0   | 1    | 36 | 4  | +32 | 12   |
| 4                   | Uzbekistan        | 5    | 2     | 0   | 3    | 8  | 22 | –14 | 6    |
| Bị loại ở tứ kết    |                   |      |       |     |      |    |    |     |      |
| 5                   | Hàn Quốc          | 4    | 3     | 0   | 1    | 14 | 5  | +9  | 9    |
| 6                   | Philippines       | 4    | 2     | 0   | 2    | 8  | 14 | –6  | 6    |
| 7                   | Đài Bắc Trung Hoa | 3    | 2     | 0   | 1    | 4  | 3  | +1  | 6    |
| 8                   | Thái Lan          | 3    | 1     | 0   | 2    | 1  | 5  | –4  | 3    |
| Bị loại ở vòng bảng |                   |      |       |     |      |    |    |     |      |
| 9                   | Việt Nam          | 3    | 2     | 0   | 1    | 8  | 8  | 0   | 6    |
| 10                  | Myanmar           | 3    | 1     | 0   | 2    | 1  | 6  | −5  | 3    |
| 11                  | Nepal             | 3    | 0     | 1   | 2    | 1  | 11 | −10 | 1    |
| 12                  | Bangladesh        | 3    | 0     | 1   | 2    | 2  | 15 | −13 | 1    |
| 13                  | Hồng Kông         | 3    | 0     | 0   | 3    | 1  | 9  | −8  | 0    |
| 14                  | Ấn Độ             | 2    | 0     | 0   | 2    | 1  | 3  | −2  | 0    |
| 15                  | Singapore         | 2    | 0     | 0   | 2    | 0  | 17 | −17 | 0    |
| 16                  | Mông Cổ           | 2    | 0     | 0   | 2    | 0  | 22 | −22 | 0    |